# Sô
Pour les articles homonymes, voir SO.
Sô est une commune située dans le département de Djibo, dans la province du Soum, région du Sahel, au Burkina Faso.